# O Sobrinho de Rameau
O Sobrinho de Rameau (no original, em francês, Le Neveu de Rameau ou La Satire seconde) é um diálogo filosófico imaginado por Denis Diderot (1713-1784), entre Ele (Jean-François Rameau, sobrinho do célebre compositor) e Eu. Temas recorrentes na discussão são variados: a educação das crianças, o gênio, o dinheiro... A conversa muda de assunto a cada instante, abordando também personagens da época.  Escrito entre e 1761 e 1774, o livro foi publicada, pela primeira vez, em língua alemã e não em francês, no ano de  1805, ou seja, mais de vinte anos depois da morte do autor.

## História

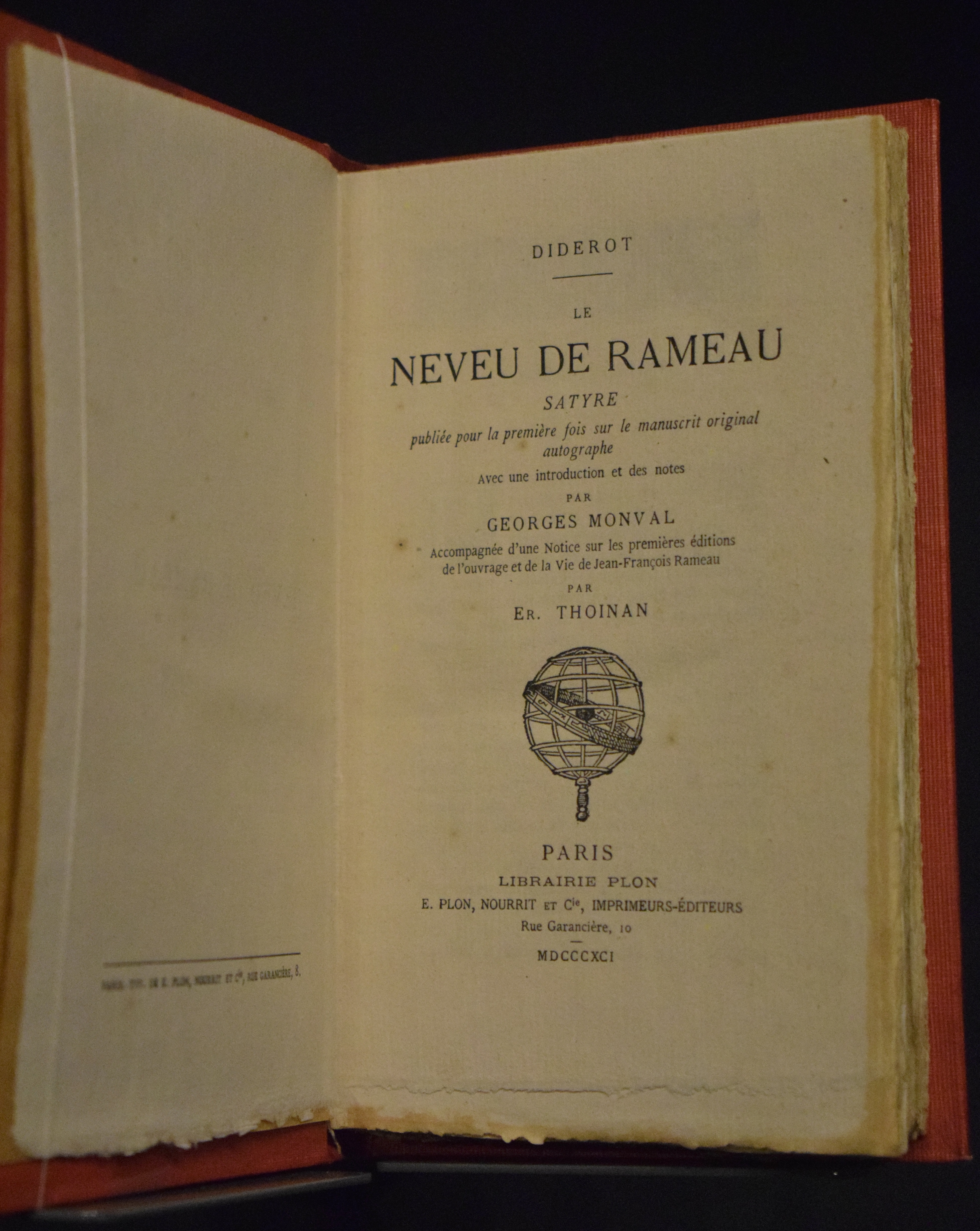
Le Neveu de Rameau (1891).

Pouco se sabe das circunstâncias em que se deu a criação de O sobrinho de Rameau, pois Diderot as ocultava cuidadosamente. Presume-se que haja duas razões possíveis para tal dissimulação:
1. A dimensão satírica da obra: são citados e ridicularizados os membros do chamado "partido devoto", inimigos do partido filosófico (Voltaire, os Enciclopedistas em geral, o próprio Diderot, D'Holbach, Helvétius, Hume, Dumarsais, Turgot e outros). A experiência da prisão e a edição clandestina da Encyclopédie podem ter induzido Diderot a manter certa discrição.
2. Diderot possivelmente acreditava que a obra fosse pouco convencional, à frente de sua época, e queria preservá-la para a posteridade.

Por ocasião da morte de Diderot, um exemplar manuscrito é enviado à Rússia e um ou dois outros permanecem na França, com a família do filósofo. Quinze ou vinte anos depois, um russo, que havia lido e apreciado o livro, mostra-o a Schiller, que o oferece, por sua vez, a Goethe. Este último,   traduz o texto em alemão e o faz publicar em 1805. Esse mesmo texto seria "traduzido" em francês, em 1821.
En 1891, Georges Monval, um arquivista da Comédie-Française, encontra, por acaso, no meio de um lote de documentos comprados de um alfarrabista parisiense, outro manuscrito de O sobrinho de Rameau - um autêntico autógrafo de Diderot. Desde então, esse manuscrito passa a ser o texto de referência para as novas edições da obra. .

## Descrição geral da obra
No prólogo que precede o diálogo, Eu apresenta Ele como sendo original, excêntrico e extravagante, cheio de contradições, "composto de profundidade e de baixeza, de bom senso e de desrazão". Provocador, ele elogia o roubo, o crime, e eleva o ouro a altura de uma religião, a qual adora. Eu parece ter o papel de ensinar.
O título do livro remete ao grande músico francês Jean-Philippe Rameau, autor de tratados sobre teoria musical e compositor. Mas o diálogo de Diderot se desenrola com o sobrinho deste músico, um boêmio sem teto que vive de expedientes, mas que entende de música e arte. Os dois discutem diversos aspectos da arte musical, de modo particular Ópera, Ópera Cômica ou Bufa, Balé e outras expressões artísticas.
Divagam sobre a função da arte no mundo dos homens, sobre a relação arte e natureza, sobre técnica e artifício, sobre bom gosto e belo, sobre invenção e inspiração, sobre harmonia e desarmonia na música e na vida, enfim, sobre os limites possíveis entre o mundo natural e o mundo humano, os choques eventuais entre as leis da natureza e leis civis, sobre o que a natureza oferece em dons e o que o homem faz.
Embora reais, os dois personagens são, nesse caso, alegorias. Trata-se, de fato, de um diálogo de Diderot consigo mesmo, sendo basicamente uma reflexão acerca da vida e da moral.